# Leptostylus lilliputanus
Leptostylus lilliputanus är en skalbaggsart som beskrevs av Thomson 1865. Leptostylus lilliputanus ingår i släktet Leptostylus och familjen långhorningar. Inga underarter finns listade i Catalogue of Life.